# Ken Livingstone
Kenneth Robert Livingstone (ur. 17 czerwca 1945 w Londynie) – brytyjski polityk, przewodniczący Greater London Council (1981–1986), burmistrz Londynu w latach 2000–2008. W latach 1987–2001 był posłem do Izby Gmin z okręgu Brent East. Jest nazywany „czerwonym Kenem” ze względu na lewicowe poglądy polityczne. Po zajmowaniu urzędu przez dwie kolejne kadencje został pokonany w wyborach 1 maja 2008 przez kandydata konserwatystów Borisa Johnsona.

## Dzieciństwo i młodość
Ken Livingstone urodził się 17 czerwca 1945 w domu swojej babci na 21b Shrubbery Road, w dzielnicy Lambeth w południowym Londynie. Jego matka, Ethel Ada (z domu Kennard, 1915-1997), urodziła się w pobliskim Southwark, ojciec Robert Moffat Livinstone (1915-1971) był z pochodzenia Szkotem, urodził się w Dunoon. Ethel i Robert spotkali się w kwietniu 1940 roku w sali muzycznej w Workingrton, pobrali się w ciągu trzech miesięcy od spotkania. Po zakończeniu wojny para przeprowadziła się do mieszkania matki Ethel. Siostra Kena, Lin urodziła się dwa i pół roku później. Rodzina Livinstone pod względem ideowym była prawicowa, Ken opisał rodziców jako „klasę pracującą torysów”, mieli oni jednak poglądy przeciwstawne rasizmowi i homofobii, co nie było w tym czasie popularne. Większa część rodziny była wyznania anglikańskiego, Ken w wieku 11 lat został ateistą.
Gdy Ken rozpoczął naukę w szkole podstawowej Świętego Leonarda, jego rodzina przeniosła się do nowo wybudowanego osiedla komunalnego w pobliskiej miejscowości Tulse Hill. Po ukończeniu szkoły podstawowej w 1956 roku rozpoczął naukę w szkole średniej w Tulse Comprehensive School Hill. Rok później jego rodzina wyprowadziła się z mieszkania komunalnego i zakupiła swój dom przy ulicy 66 Wolfington w West Norwood. Ken był dobrym uczniem lecz miał problemy, był raczej nieśmiały i wagarował. Przez jeden rok edukacji jego nauczycielem był Philip Hobsbaum, który zachęcał uczniów do dyskusji na aktualne tematy polityczne takie jak powstanie węgierskie 1956 roku i kryzys sueski. To właśnie on zainteresował młodego Livingstone polityką. Od 1962 do 1970 roku pracował jako technik w Chester Beatty. Poznał tam działaczy socjalistycznych zaangażowanych w działalność społeczną.
W 1966 roku razem z przyjacielem Mickiem Town'em udał się na wycieczkę do Afryki Zachodniej, odwiedzając Algierię, Niger, Nigerię, Lagos, Ghanę i Togo. Wracając do domu wziął udział w kilku marszach protestacyjnych w proteście przeciwko amerykańskiej interwencji w Wietnamie, coraz bardziej interesując się polityką. Związał się z grupą wolnościowych socjalistów znaną jako „Solidarity”.

## Aktywność polityczna w latach 70.
Livingstone wstąpił do Partii Pracy w marcu 1968 roku, w wieku 23 lat. W tym okresie wielu laburzystów opuszczało partie w proteście przeciw polityce realizowanej przez rząd Harolda Wilsona, który wspierał Stany Zjednoczone w wojnie w Wietnamie i wdrażał cięcia budżetowe w krajowej służbie zdrowia. Wielu z tych działaczy przyłączyło się do bardziej socjalistycznych partii politycznych, takich jak Międzynarodowi Socjaliści czy Socjalistyczna Liga Pracy. Partia poniosła porażkę w wyborach samorządowych. W Londynie Partia Pracy utraciła kontrolę nad 15 gminami, w tym właśnie londyńska dzielnica Livingstona Lambeth, która znalazła się pod kontrolą konserwatystów. Członkowie lokalnego oddziału Partii Pracy w Norwood byli zaskoczeni faktem, że Livingstone dołączył do partii biorąc pod uwagę rozczarowanie rządami laburzystów wśród brytyjskich lewicowców. Wkrótce zaangażował się w działalność partyjną, w ciągu miesiąca stał się sekretarzem Młodych Socjalistów w Norwood. W tym okresie zaczął uczęszczać do szkoły wieczorowej. Po odejściu z pracy w Chester Beatty we wrześniu 1970, rozpoczął kurs nauczycielski. Potem uznał to jednak za „stratę czasu”. W czasie kursu poznał przyszłą żonę (wziął z nią ślub w 1973) Christine Chapman, przewodniczącą związku studenckiego.
W październiku 1971 roku ojciec Livingstone zmarł na atak serca. W tym samym roku Livingstone został wybrany na stanowisko wiceprzewodniczącego, Komitetu Mieszkaniowego na Borough Rady, stanowiło to jego pierwszy urząd w samorządzie. Livingstone choć nigdy nie był marksistą, związał się z wieloma grupami trockistowskimi, które realizowały politykę entryzmu w strukturach Partii Pracy, traktując je jako potencjalnych sojuszników, w szczególności związał się z działaczami Rewolucyjnej Ligi Komunistycznej. Ken zrezygnował ze stanowiska w Komitecie Mieszkaniowym w grudniu 1973 roku. Ken i jego żona Christine przenieśli się do West Hampstead w północnym Londynie. W czerwcu 1977 został wybrany przez lokalnych członków partii na kandydata do parlamentu z okręgu Hampstead, pokonując swojego rywala Vince Cable 24 do 22 głosów. Szybko zyskał lokalną sławę w Hampstead i Highgate Express, deklarując że zrobi wszystko co możliwe, aby zmniejszyć wiek kontaktów homoseksualnych wśród mężczyzn z 21 do 16 lat (tak jak wśród par heteroseksualnych). Ken został wybrany na przewodniczącego Komitetu Mieszkaniowego w Camden. W 1979 Partią Pracy wstrząsnął kolejny wewnętrzny kryzys, działacze zgromadzeni w Kampanii na rzecz Demokracji protestowali przeciw parlamentarnej elicie laburzystów.
Livingstone 15 lipca 1978 uczestniczy w kampanii znanej jako Socjalistyczna Kampania na rzecz Zwycięstwa Partii Pracy (SCLV), dążącej do zjednoczenia lokalnych grup lewicowych, grupa ta publikowała pismo Socialist Organiser. W wyborach w maju 1979 roku Livingstone został pokonany przez kandydata konserwatystów i dotychczasowego parlamentarzystę Geoffrey Finsberga który uzyskał 3,681 głosów więcej. Po porażce laburzystów w wyborach Livingstone wezwał w organie prasowym SCLV Socialist Organiser do zwrotu partii w lewą stronę i zwiększenia wewnątrzpartyjnej demokracji, czym zyskał sympatię lewego skrzydła partii głównego nurtu na czele z Tony Bennem.

## Aktywność polityczna w latach 80.
18 października 1979 zawiązał pierwsze spotkanie Partii Pracy poświęcone przejęciu większości w GLC i rozpoczął publikację miesięcznego arkusza informacyjnego, Londyn Briefing Labour. Wystartował w głosowaniu mającym wyłonić kandydata laburzystów w zbliżających się wyborach do GLC, głosowaniu odbyło się w dniu 28 kwietnia 1980, konkurent Kena McIntosh wygrał głosowanie 14 do 13 głosów. Jednak w 1981 „czerwony Ken” dostał się do GLC z poparciem 2,397 głosów. Horace Cutler i konserwatyści ogłosili wybór Livingstone do rady za przejęcie władzy przez „marksistów i ekstremistów”. Wybory do GLC w dniu 6 maja 1981 okazały się zwycięstwem Partii Pracy. Livingstone pokonał McIntosha 30 do 20 głosów, tym samym zostając przewodniczącym Greater London Council. Prawicowa prasa okrzyknęła głosowanie „zamachem stanu”, krytycznie o nowym przewodniczącym wypowiadała się pełniąca urząd premiera Margaret Thatcher.
Livingstone natychmiast przystąpił do reform. Zaczął cięcia przywilejów członków GLC i wyższych urzędników, w czasie jego kadencji zlikwidowano między innymi posadę osobistego szofera przedstawicieli rady. GLC zmniejszyło opłaty za bilety londyńskich autobusów i metra. Rada realizowała w tym czasie wiele akcji społecznych takich jak „Babies Against Bomb” czy „Antiracist Year”. W grudniu 1982 GLC oficjalnie zaprosiło do Londynu liderów irlandzkiej partii Sinn Féin, Gerry Adams i Danny Morrison nie zostali jednak wpuszczeni do kraju pod pretekstem zapobiegania terroryzmu i spotkali się z Livingstonem w Irlandii Północnej. Posunięcia te spotkały się ze zdecydowaną wrogością mediów głównego nurtu, które w dalszej mierze głosiło, że nowe kierownictwo GLC było bezprawne. Gdy w 1983 Partia Konserwatywna wygrała wybory parlamentarne, Thatcher zaprzestała finansowania GLC, a następnie podjęła decyzję o rozwiązaniu rady. GLC został formalnie zniesiony o północy w dniu 31 marca 1986.
Livingstone we wrześniu 1980 rozstał się ze swoją żoną Christine; rozwód odbył się w 1982. Livingstone skutecznie kandydował do parlamentu w wyborach powszechnych w 1987 roku, zdobywając miejsce w północno-zachodniej części okręgu wyborczego w londyńskim Brent East. We wrześniu 1987 został wybrany do Krajowego Komitetu Wykonawczego partii, choć stracił to stanowisko dwa lata później. Do Komitetu dołączył ponownie w 1997 pokonując w głosowaniu Petera Mandelsona.

## Burmistrz Londynu i dalsza działalność
Partia Pracy wybrała go oficjalnym kandydatem partii na urząd burmistrza Londynu w dniu 20 lutego 2000. Livingstone zwyciężył w pierwszej turze głosowania z poparciem 38% obywateli, drugie miejsce zdobył kandydat konserwatystów Seven Norris z poparciem 27%. W drugiej turze uzyskał 58% głosów, a jego konserwatywny kontrkandydat 42%. W wyborach, które odbyły się w 10 czerwca 2004, zdobył 36% i wszedł do drugiej tury, w której ponownie zmierzył się z Sevenem Norrrisem, którego pokonał uzyskując 55% głosów, tym samym zapewniając sobie drugą kadencję. Ponownie starał się o reelekcję w 2008 roku, ale został pokonany przez kandydata konserwatystów Borisa Jonhnsona. Johnson uzyskał 1 168 738 głosów, Livingstone natomiast 1 027 976, co stanowiło niewiele ponad 6% głosów różnicy.
28 sierpnia 2008 ogłosił, że przyjął stanowisko doradcy do spraw urbanistyki w Caracas w Wenezueli. Wystartował w wyborach na urząd burmistrza 4 maja 2012. Livingstone przegrał jednak z urzędującym burmistrzem Borisem Johnsonem. Johnson uzyskał o 62538 głosów więcej od Livingstona. Livingstone skrytykował stronniczość w mediach i zadeklarował, że nie będzie udzielał się politycznie.